# (37394) 2001 XK24
2001 XK24 (asteroide 37394) é um asteroide da cintura principal. Possui uma excentricidade de 0.20502720 e uma inclinação de 7.49725º.
Este asteroide foi descoberto no dia 10 de dezembro de 2001 por LINEAR em Socorro.